# امامزاده اسحق (گرگان)
امامزاده اسحق مربوط به دوره سلجوقیان است و در شهرستان گرگان، بخش مرکزی، محله سر چشمه واقع شده و این اثر در تاریخ ۲۷ دی ۱۳۵۵ با شمارهٔ ثبت ۱۳۴۵ به‌عنوان یکی از آثار ملی ایران به ثبت رسیده است.